# ترانسیتو آماگوانیا
ترانسیتو آماگوانیا (انگلیسی: Tránsito Amaguaña؛ ۱۰ سپتامبر ۱۹۰۹ – ۱۰ مه ۲۰۰۹ (۹۹ ساله)) یکی از رهبران جنبش بومیان اکوادور و به همراه دولورس کاکوانگو از بنیانگذاران فدراسیون سرخ‌پوستان اکوادور (FEI) بود. او در سال ۲۰۰۳ توسط پرزیدنت لوسیو گوتیرز به خاطر فعالیت در تمام طول عمرش در جنبش بومیان، نشان یوجین اسپخو (Premio Eugenio Espejo) را دریافت کرد.

## زندگی‌نامه
ترانسیتو آماگوانا در ۱۰ مه ۲۰۰۹ در سن ۹۹ سالگی در همان‌جامعه‌ای که در آن متولد شده بود درگذشت. در مراسم تشییع جنازه او رافائل کوریا رئیس جمهور وقت، لنین مورنو معاون رئیس‌جمهور وقت و رهبران مختلف بخش‌های کارگری، دهقانی و بومی  اکوادور شرکت کردند.
از آنجایی که تجاوز به دختران توسط صاحبان زمین معمول بود، مادر ترانسیتو تصمیم گرفت دخترش بهتر است با یک مرد بزرگتر ازدواج کند. او در سن ۱۵ سالگی با یک جوان ۲۵ ساله ازدواج کرد و تقریباً بلافاصله باردار شد. شوهر ترانسیتو بسیار بیرحم بود و او را متداوما کتک می‌زد. ترانسیتو جوان وارد حزب سوسیالیست شد و با کشف این موضوع، شوهرش او را چنان با خشونت کتک زد که خودش نیز خسته شد. صبح روز بعد ترانسیتو نوزادش را در تختش مرده یافت.
ترانسیتو به شرکت در جلسات ادامه داد و بیش از پیش درگیر سیاست و بی‌عدالتی که علیه مردم بومی اکوادور بود شد. زمانی که او توانست خود را از دست شوهر خشن خود رها کند، دو فرزند دیگر از او داشت.
ترانسیتو به تنهایی به کار مزرعه در ازای دریافت غذا برای خود و فرزندانش ادامه داد. در سال ۱۹۳۰ او به راه‌اندازی اولین سازمان بومی کشورش کمک کرد و در ۲۶ راهپیمایی به پایتخت، کیتو، برای مطالبه عدالت برای مردمش شرکت کرد. کیتو ۶۶ کیلومتر با خانه‌اش فاصله داشت و ترانسیتو در حالی‌که دو فرزندش را با خود حمل می‌کرد در این راهپیمایی‌ها شرکت می‌کرد.
به ابتکار خود و بدون حمایت دولت، او در سال ۱۹۴۵ مدارس روستایی را راه‌اندازی کرد و چهار مدرسه دو زبانه (کچوا-اسپانیایی) را در منطقه کایامبه تأسیس کرد. او در سازماندهی اولین اتحادیه کارگران کمک کرد و خود یکی از شرکت‌کنندگان در آن بود. یک اعتصاب سه ماه طول کشید تا اینکه ارتش وارد شد و خانه‌های کارگران را ویران و آنها را بازداشت کرد. ترانسیتو مجبور شد ۱۵ ماه آینده زندگی خود را در مخفی شدن از مقامات بگذراند. او در میان مردمش بسیار مورد تحسین بود، اما مقامات دائماً او را تهدید می‌کردند. او بعداً به حزب کمونیست پیوست و به عنوان نماینده مردم اکوادور به کوبا و اتحاد جماهیر شوروی سفر کرد. ترانسیتو در بازگشت از یکی از این تورها دستگیر و بازداشت شد. او متهم به قاچاق اسلحه و پول بلشویک برای انگیختن به انقلاب شد، تنها چیزی که او داشت اسنادی برای ترویج اصلاحات ارضی بود.
او پس از ۴ ماه و بعد از آنکه مجبور شد بیانیه‌ای را امضاء کند مبنی بر اینکه به «تحریک» مردم ادامه ندهد، آزاد شد. اما او متوقف نشد، به شیوه واقعی یک زن انقلابی، که او بود، به کار خود ادامه داد و در جهت برابری و عدالت برای مردمش مبارزه کرد. ترانسیتو با حقوق بازنشستگی ایالتی بازنشسته شد و به دلایل نامعلومی در روستای زادگاهش پسیلو درگذشت. ترانسیتو آماگوانا در ۱۰ مه ۲۰۰۹ در سن ۹۹ سالگی در همان‌جامعه‌ای که در آن متولد شده بود درگذشت. در مراسم تشییع جنازه او رافائل کوریا رئیس‌جمهور وقت، لنین مورنو معاون رئیس‌جمهور وقت و رهبران مختلف بخش‌های کارگری، دهقانی و بومی اکوادور شرکت کردند.ا ز دست دادن یک رهبر در سن ۹۹ سالگی، میراث او را برای مردمش در مبارزات تزلزل ناپذیر او برای زمین، آب و تحصیل برای پسران و دخترانش باقی می‌گذارد. هومبرتو کولانگو، رئیس جنبش بومیان (Ecuarunari)، خاطرنشان کرد که «رفتن ماما ترانسیتو، برای جنبش بومی، ضایعه عظیم و خلأ بزرگی را به همراه دارد.»